# Quelques kilos de dattes pour un enterrement
Pour plus de détails, voir Fiche technique et Distribution.
Quelques kilos de dattes pour un enterrement (Chand kilo khorma baraye marassem-e tadfin) est un film iranien réalisé par Saman Salur, sorti en 2006.
Il remporte la Montgolfière d'or au Festival des trois continents 2006.

## Synopsis
Durant l'hiver, deux hommes travaillent dans une station-service qui se trouve à l'écart de la circulation.

## Fiche technique
- Titre original : Chand kilo khorma baraye marassem-e tadfin
- Titre français : Quelques kilos de dattes pour un enterrement
- Réalisation : Saman Salur
- Scénario : Saman Salur
- Pays d'origine :  Iran
- Format : noir et blanc - 35 mm - 1,85:1 - Mono
- Genre : comédie dramatique
- Durée : 85 minutes
- Date de sortie : 2006

## Distribution
- Mohsen Tanabandeh ;
- Nader Fallah ;
- Mohsen Namjoo ;
- Mahmud Nazar-Alian ;
- Hossein Rashid-Ghamat ;
- Reza Tarhani.

## Distinction
- Montgolfière d'or au Festival des trois continents 2006